# 小松拓也
小松 拓也（こまつ たくや、1977年（昭和52年）12月30日 - ）は、日本・中国の俳優。神奈川県出身。神奈川県立白山高等学校卒業。現在は日本、上海で活動している。

## 経歴
17歳のとき渋谷でスカウトされ芸能界入り。
事務所社長の勧めもあり、高校卒業後に台湾へ1年の北京語語学留学を経て日本へ帰国。
1999年にデビュー作となるドラマ「女医」に出演を果たし本格的に役者としての活動をスタート。
その後「教習所物語」や「桜咲くまで」にレギュラー出演をする他、2003年には台湾へ再び渡り中国語CDアルバム「一萬個為什麼」をリリースし2万枚のセールスを記録。台湾ローカルサイトで2003年度の新人賞を獲得。
2007年に中国のオーディション番組「加油!好男儿（頑張れイイ男）」に出場。地区大会を勝ち抜き最終的には外国人で唯一全国大会トップ20に入った。2008年、同じ事務所の王加琦と共に小松琦琦としてアルバム「26.7℃」を発売。
2010年上海万博開幕式に谷村新司以外では唯一の日本人歌手として参加。中国人アーティスト達と万博テーマソングの1つ「Better City Better Life」を歌う。同開幕式が行われた会場で行われた日中韓3か国による赤十字チャリティコンサートにジュディ・ウォンと共に日本代表として歌手出演。
上海万博のパビリオン日本産業館で6月28日-7月4日まで行われた「横浜ウィーク」では横浜出身タレントとして総合司会を務め中国人へ故郷横浜をアピールする。万博終了間際の10月27日・28日の2日間、日本産業館のステージでバンド「東方為世」を率いて単独ライブを行う。
芸能の活動と平行して「上海進拓文化伝播有限公司」を設立し実業家としても活動をスタート。シルバーアクセサリーGIGORの中国総代理店としての販売、プロデュース、タレント派遣業務なども行っている。

## 人物
- 1984年 小学1年生で、歴史ファンである父から中国の歴史本を買ってもらい、はじめて中国への興味を持つ。
- 1986年 小学3年生で、家族と中国へ旅行へ行き、初めて中国文化に触れた事が、後の中国行きのきっけかとなった。
- 1992年 中学3年生のとき、母親が交通事故で他界。
- 1995年 高校3年生のとき、渋谷でスカウトをされる。偶然にも母親と同じ名前の事務所社長から中国行きをすすめられ、中国語の勉強をはじめる事となった。

## 出演作品

### テレビドラマ
- TOKYO CONCIL（1998年、台湾）
- 女医 NOTHING LASTS FOREVER（1999年、よみうりテレビ）
- 本家のヨメ（2001年、よみうりテレビ）
- 教習所物語（2001年、TBS） - 赤井進吾 役
- ウルトラマンコスモス（2001年-2002年、TBS） - ミゲロン星人：レダ 役
- FIRE BOYS 〜め組の大吾〜（2004年、フジテレビ、8話）
- 桜咲くまで（2004年、TBS） - 若林孝文 役
- Deep Love 〜アユの物語〜（2004年、テレビ東京、1話-6話）
- 金曜エンタテイメント 松本清張スペシャル・黒い樹海（2005年、フジテレビ） - 倉木達哉 役
- 金田一少年の事件簿 香港九龍財宝殺人事件（2013年、日本テレビ） - シン・リー 役
- レッドクロス〜女たちの赤紙〜 （2015年、TBS）- 中国共産党幹部：王江明 役

### テレビ番組
- 美特斯邦威-加油！好男児（2007年、上海東方衛視）
- チーム松嶋ブランド in 上海（2008年、TBS）
- 世界を変える100人の日本人! JAPAN☆ALLSTARS（2008年10月28日、テレビ東京）
- 音楽物語 in Japan（2008年 - 2011年1月30日、上海外語チャンネル）
- 東京カワイイ★TV（2010年2月6日、NHK）
- 中日の橋（2010年2月14日、上海外語チャンネル）
- ICS洋春晩（2010年2月14日、上海外語チャンネル）
- 中居正広の世界はスゲェ!ココまで調べましたSP（2010年3月2日、フジテレビ）
- 万博ニュース（2010年5月3日 - 10月29日、上海外語チャンネル） - 週2回担当[4]
- バイキング（2014年4月8日 - 12月2日、フジテレビ） - 火曜リポーター

### 映画
1999年
- 墓仔埔也敢去（台湾）
- 流氓師表（香港）- 小野先生 役

2000年
- 東京攻略（香港）- Macyのいとこ 役（特別出演）

2009年
- 追夢人－Distance Runners（美中電影投資公司中国映画）- KATSURO 役

2018年
- Tokyo Loss －堺武史役

### 舞台
- Serach（2005年） - 永久 役
- 3年前の君へ[5]

### ラジオ
- ねんこまの喋っCHINA（ネットラジオ）
- 加藤ゆりの経済教室（2009年1月20日、日経ラジオ社）

## ディスコグラフィ

### シングル
- 一萬個為什麼（2003年、台湾BMG）

### アルバム
- 26.7℃（2008年、中国ユニバーサル・レコード）

## 関連文献
- 2007年09月12日 「Asian New Stars FILE 31」 （祥伝社）
- 2007年10月15日 「週刊東洋経済」
- 2007年11月14日 「朝日新聞」朝刊
- 2007年11月21日 「ダカーポ」
- 2007年12月04日 「F2a（Free Access Asia）」
- 2008年02月05日 「人民中国」
- 2008年03月04日 「日本経済新聞」夕刊Focus
- 2008年10月10日（11月号）「Gainer」 表紙
- 2009年02月10日（3月号）「Gainer」
- 2009年06月10日（7月号）「Gainer」 - 表紙＆特集インタビュー
- 2010年01月〜 「Gainer」 - 「Gainer World Report」連載スタート